# Hubnutí

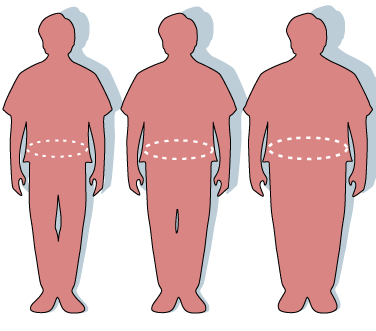
Obvod pasu u zdravého jedince, s mírnou nadváhou a obézního

Hubnutí je proces, kdy se snižuje celková tělesná hmotnost jedince. Obvykle je to úbytkem tukové tkáně, která tvoří přirozenou energetickou rezervu savců; hubnutí může být ale způsobeno i ztrátou svalové tkáně. K hubnutí dochází, když příjem energie nepokrývá energetickou potřebu organizmu. Ovšem například u myší bylo pozorováno, že snížení příjmu potravy v dospělosti nemá pozorovatelný vliv na zdraví, ale je pro zdravý život nutno nemít vysoký příjem potravy již od počátku.
U obézních jedinců je hubnutí zdraví prospěšným procesem, hlavně z důvodu zbavení se abdominálního tuku. Musí být však prováděno postupně a podle přesného plánu, který sestavili odborníci, buď lékaři, nebo nutriční terapeuti, kteří k tomu mají vhodné zdravotnické vzdělání. Například výživový poradce takové vzdělání mít ze zákona nemusí.

## Definice zdravé hmotnosti člověka
Pro určení, zda je člověk hubený, „v normě“, nebo obézní se nejčastěji používá veličina nazvaná tělesný hmotnostní index (anglicky: body mass index – BMI).
Osoba s BMI přes 25 kg/m2 je považována za osobu s nadváhou; BMI přes 30 kg/m2 je považováno za obezitu. Další limit při 40 kg/m2 je identifikován jako naléhavý risk nemoci. Americký Institut pro výzkum rakoviny považuje BMI mezi 18,5 a 25 za ideální cíl zdravé osoby (i když některé zdroje považují osobu s BMI nižší než 20 za osobu s podváhou). BMI zavedl v 19. století belgický statistik Adolphe Quetelet. Limitní hodnoty mezi kategoriemi jsou příležitostně předefinovány a mohou se lišit v různých zemích. V červnu 1998 Národní institut zdraví v USA vydal oficiální definice kategorií BMI, které tehdy používala Světová zdravotnická organizace (WHO) a posunul americký limit „nadváhy“ z BMI 27 na BMI 25. Asi 30 milionů Američanů tím přešlo z „ideální“ hmotnosti do nadváhy 0,45 – 4,55 kg. Tedy BMI nemůže dát kompletní diagnostiku, protože neuvažuje distribuci tuku v těle (víc v článku střední obezita) a poměrný podíl tuků, svalů a kostí na celkové tělesné hmotnosti. Silný atlet může pro těžké svalstvo být klasifikován podle BMI jako obézní, zatímco chybná „normální“ hodnota může být diagnostikována v případě starší osoby s velmi malou beztukovou hmotou a množstvím tuku.
Samotný BMI je proto jako diagnostický nástroj nedostatečný. V praxi je mnoho příkladů nadváhy, které mohou škodit zdraví a lékař i pacient mohou „vidět očima“, že tuk je problém. V těchto případech limity BMI poskytují jednoduchá směrná čísla, kterým všichni pacienti mohou rozumět. Lékaři mohou též použít jednoduché měření obvodu pásu (které je lepším indikátorem komplikací jako např. inzulinová rezistence pro útrobní tuk); test kožní řasy, u kterého se špetka kůže přesně změří na určení tloušťky podkožní tukové vrstvy; nebo bioelektrická impedanční analýza, obvykle prováděna na specializovaných klinikách.
Tato klinická data jsou málokdy dostupná v statistických materiálech potřebných na velké studie zdraví obyvatelstva, i když výška a hmotnost jsou obvykle zaznamenány. Z tohoto důvodu BMI zůstává nejčastějším přístupem v studiích o zdraví obyvatelstva a nejužitečnější pro mezihraniční, průřezové a jiné typy srovnávací analýzy.

## Příčiny
- Růst, běžný vývoj
- Patologický růst, vývojová porucha
- Genetická porucha
- Hladovění, nedostatečný příjem energie
- Strava neobsahující hodnotné živiny
- Strava zatížená toxiny (např. bakterií, plísní, znečištěného životního prostředí), chronická otrava
- Drogová závislost, alkoholismus, nikotinismus
- Zaprášení, zenesení plic (azbest, uhelný prach, dehet z cigaret)
- Mechanické dráždění trávicího traktu (střepy, skleněná či azbestová vlákna)
- Porucha příjmu potravy (anorexie)
- Deprese, psychóza, somatizace duševního onemocnění
- Porucha asimilace potravy (zánět střev, podrážděný trávicí systém, nedostatek trávicích enzymů aj. poruchy trávení a asimilace)
- Nepravidelné stravování
- Nadměrná fyzická nebo psychická zátěž
- Rakovina (narušením činnosti orgánů, vlivem bolesti, vlivem spotřeby glukózy nádorem, vlivem chemoterapie aj.)
- AIDS (vlivem oportunních infekcí, horeček, nevyspání aj.)
- Hyperfunkce štítné žlázy
- Nedostatečná produkce některých hormonů (např. nadledvin nebo estrogenů)
- Různá onemocnění zatěžující organizmus horečkami, průjmy, záněty, bolestmi aj. (revma, zápal plic, malárie, artritida, cholera, úplavice aj.)
- Nedostatek tekutin, ztráta tekutin
- Porucha nebo onemocnění důležitých orgánů (slinivka, žaludek, játra, ledviny)
- Skrytý zánět (např. gynekologický)
- Diabetes mellitus I.,II typu
- Parazitární onemocnění (hlísty, tasemnice)
- Myopatie nebo jiná příčina ubývání, mizení, ztráty svalstva)

Při hubnutí bez známé/zjevné příčiny je potřeba vyhledat lékaře.

## Léky na hubnutí
Přibližně na konci 19. století se v západních zemích stalo ideálem velmi štíhlé tělo a od té doby se také datují „osvědčené přípravky“, které umožňují hubnutí. Až do padesátých let 20. století se nasazovaly extrakty ze štítné žlázy. Tyroxin v nich obsažený vede k značnému hubnutí uživatele, ale je spojen s řadou vedlejších příznaků (svalová slabost, bolest na hrudníku, zvýšená tepová frekvence a krevní tlak). Ve třicátých a čtyřicátých letech 20. století se ve velkém užíval dinitrofenol, původně pesticid, který však je ve vyšších dávkách extrémně toxický i pro člověka a způsobuje poškození chuťových pohárků, vyrážky, slepotu, horečky až smrt. Udává se, že tuto látku bralo ve 30. letech až 100 000 Američanů. Následně byl nahrazen jinými, ale také nebezpečnými látkami – amfetaminy. Na amfetaminech vzniká snadno závislost. V nedávné době vzniklo obrovské množství nových přípravků na hubnutí, mnohé jsou však velmi často bez udání důvodu stahovány z trhu.

### Příklady „zázračných“ léků na hubnutí

#### Zelená káva
Zelená káva jako lék na hubnutí byla poprvé představena v americkém pořadu Dr. Oz Show, kde byla prezentována její zázračnost díky kyselině chlorogenové, která zrychluje metabolismus. Toto tvrzení nicméně není potvrzeno žádnými výzkumy, obecně existují stovky látek, které urychlují tělesný metabolismus, ale to neznamená, že mají měřitelný vliv na hubnutí. Naopak podle Americké chemické společnosti zelená káva zvyšuje odolnost vůči inzulinu (první stádium cukrovky 2. typu), a přispívá k ztučnění jater a zvýšení krevního tlaku.

### Rizika obezity
- Kardiovaskulární onemocnění
- Diabetes 2. typu
- Choroby kloubů a kostí
- Problémy s dýcháním
- Rakovina
- Poruchy mentálního zdraví
- Problémy s játry
- Neplodnost